# Worcester
Worcester (pronunțat [ˈwʊstə]) este un oraș și un district ne-metropolitan din Regatul Unit, reședința comitatului Worcestershire, situat în regiunea West Midlands, Anglia.

## Personalități născute aici
- John Coolidge Adams (n. 1947), compozitor.